# (4614) Masamura
(4614) Masamura (1990 QN) – planetoida z pasa głównego asteroid okrążająca Słońce w ciągu 3,38 lat w średniej odległości 2,25 j.a. Odkryta 21 sierpnia 1990 roku.